# Albert Katz
Albert Katz (geboren 17. Juli 1858 in Łódź, Russisches Kaiserreich; gestorben 16. Dezember 1923 in Berlin) war ein deutscher Schriftsteller jüdischen Glaubens und Anhänger der zionistischen Bewegung. Er lebte in Berlin-Pankow. Katz war Herausgeber der Allgemeinen Zeitung des Judentums, Mitarbeiter der Jüdischen Presse und Mitgründer der Serubabel (1886–1888), die für Besiedlung Israels durch Juden warb.
Sein Buch Der wahre Talmudjude war eine Antwort auf August Rohlings antisemitisches Buch Der Talmudjude. Er übersetzte 1892 Isaak Bär Levinsohns Efes Damim ins Deutsche unter dem Titel Die Blutlüge.

## Schriften (Auswahl)
- Der wahre Talmudjude – Die wichtigsten Grundsätze des talmudischen Schriftthums über das sittliche Leben des Menschen. E. Apolant, Berlin 1893.
- Die Juden in China. Berlin 1900.
- Biographische Charakterbilder aus der jüdischen Geschichte und Sage. Verlag für moderne Literatur, Berlin 1905 (Online-Version).